# Liste der Baudenkmale in Brietlingen
In der Liste der Baudenkmale in Brietlingen sind die Baudenkmale der niedersächsischen Gemeinde Brietlingen und ihrer Ortsteile aufgelistet. Der Stand der Liste ist der 22. Januar 2023. Die Quelle der  Baudenkmale ist der Denkmalatlas Niedersachsen.

## Allgemein
In den Spalten befinden sich folgende Informationen:
- Lage: die Adresse des Baudenkmales und die geographischen Koordinaten. Kartenansicht, um Koordinaten zu setzen. In der Kartenansicht sind Baudenkmale ohne Koordinaten mit einem roten Marker dargestellt und können in der Karte gesetzt werden. Baudenkmale ohne Bild sind mit einem blauen Marker gekennzeichnet, Baudenkmale mit Bild mit einem grünen Marker.
- Bezeichnung: Bezeichnung des Baudenkmales
- Beschreibung: die Beschreibung des Baudenkmales. Unter § 3 Abs. 2 NDSchG werden Einzeldenkmale und unter § 3 Abs. 3 NDSchG Gruppen baulicher Anlagen und deren Bestandteile ausgewiesen.
- ID: die Objekt-ID des Baudenkmales
- Bild: ein Bild des Baudenkmales, ggf. zusätzlich mit einem Link zu weiteren Fotos des Baudenkmals im Medienarchiv Wikimedia Commons. Wenn man auf das Kamerasymbol klickt, können Fotos zu Baudenkmalen aus dieser Liste hochgeladen werden:

## Brietlingen

### Gruppe: Bundesstraße 6/8
Die Gruppe hat die ID: 34325326. Giebelständige Wohn-/Wirtschaftsgebäude und die parallel stehende Scheune ca. 50 m zurückgesetzt. Traufständiges Landarbeiterwohnhaus nur 10 m zurückgesetzt und grenzt den Wirtschaftshof ab.

| Lage                                       | Bezeichnung               | Beschreibung | ID       | Bild |
| ------------------------------------------ | ------------------------- | --- | -------- | ---- |
| Bundesstraße 6 53° 20′ 2″ N, 10° 26′ 53″ O | Landarbeiterwohnhaus      | Langgestreckter Ziegelfachwerkbau unter Walmdach in Reetdeckung. Dreifeldiges Fachwerk mit Backsteinausfachung und Eckstreben. Längskübbung im Nordwesten, diese Seite in Backstein ersetzt. Erbaut ca. 1850.                                                         | 28828300 | BW   |
| Bundesstraße 8 53° 20′ 2″ N, 10° 26′ 51″ O | Wohn-/ Wirtschaftsgebäude | Giebelständiges, eingeschossiges Zweiständerhaus mit Unterrähm unter Halbwalmdach in Reetdeckung. Fachwerk mit Backsteinausfachung. Fledermausgauben über dem Wohnteil, Wohngiebel in Backstein ersetzt. Bauinschrift am östlichen Wirtschaftsgiebel. Erbaut 1847(i). | 28828170 | BW   |
| Bundesstraße 8 53° 20′ 2″ N, 10° 26′ 51″ O | Scheune                   | Längsdurchfahrtsscheune mit seitlicher Kübbung im Süden. Giebelständiger Dreiständerbau unter Walmdach in Reetdeckung. Fachwerk mit Backsteinausfachung, Streben in Form der „halben Riesen“. In östlicher Abwalmung Fledermausgaube. Erbaut zweite Hälfte 18. Jh.    | 28828151 | BW   |

### Einzelobjekte
| Lage                                         | Bezeichnung               | Beschreibung | ID       | Bild |
| -------------------------------------------- | ------------------------- | --- | -------- | ---- |
| Große Straße 11 53° 19′ 57″ N, 10° 26′ 38″ O | Wohn-/ Wirtschaftsgebäude | Traufständiger, zweigeschossiger Backsteinbau unter vorkragenden Satteldächern in Pfannendeckung als Wohnteil; im Süden anschließend quergelagerter, eineinhalbgeschossiger Wirtschaftsteil aus Backstein mit Satteldach in Pfannendeckung. Straßenseitig mittig repräsentative Eingangstür und Dacherker mit Freigespärre. Lisenen- und Friese in Ziegeldekor. Erbaut ca. 1895                                                        | 28828189 | BW   |
| Kleine Straße 4 53° 20′ 3″ N, 10° 26′ 38″ O  | Wohn-/ Wirtschaftsgebäude | Eingeschossiger Zweiständerbau mit Unterrähm unter Halbwalmdach. Fachwerk mit Backsteinausfachung. Wirtschaftsgiebel mit Kopfstrebenpaaren und auf Knaggen vorkragendem Walm sowie nachträglicher Schleppgaube mit Aufzugsluke. Wohngiebel mit Fußstrebenpaaren und auf Balkenköpfen vorkragendem Giebeltrapez. Bauinschrift am Wirtschaftsgiebel. Erbaut 1755 (i). Nachträgliche Stallanbauten aus Backstein. Vermutlich Ende 19. Jh. | 28828113 | BW   |

## Lüdershausen

### Einzelobjekte
| Lage                                          | Bezeichnung      | Beschreibung | ID       | Bild |
| --------------------------------------------- | ---------------- | --- | -------- | ---- |
| Alte Salzstraße 9 53° 21′ 1″ N, 10° 27′ 17″ O | Kloodt’s Gasthof | Traufständiger, zweigeschossiger Backsteinbau mit symmetrischem Fassadenaufriss unter Satteldach in Pfannendeckung. Kellersockel und Eckquaderung geputzt, Rundbogenfenster- und Tür im EG mit Formelementen des Jugendstils, Gesimse und Rahmungen der Segmentbogenfenster im Ober- und DG in Putz farbig gefasst, gusseiserner Balkon an Nordostseite zum Fluss. Errichtet ca. 1905. | 28828227 | BW   |
| Im Hagen 38 53° 21′ 2″ N, 10° 26′ 56″ O       | Wohnhaus         | Fachwerkbau auf U-förmigen, nach Westen ausgerichteten Grundriss. Mitteltrakt unter Walmdach mit Fledermausgaube nach Westen und Quertrakte unter Satteldächern, alle in Reetdeckung. Fachwerk mit zweifeldrigen Eckstreben in der Front und Kopfstreben an den Seiten sowie jüngerer gemusterter Backsteinausfachung. Mittiger Eingang im Westen erschließt Wohndiele, von der die Räume zugänglich sind. Erbaut ca. 1800. Im Osten Stallanbau über gesamte Hausbreite unter abgeschleppten Dach. | 28828266 | BW   |